# کوسی ایشیگامی
کوسی ایشیگامی (انگلیسی: Kosei Ishigami؛ زادهٔ ۱۱ ژانویهٔ ۱۹۹۰) بازیکن فوتبال اهل ژاپن است.